# Quatrième district congressionnel de l'Alabama
Le 4e district congressionnel d'Alabama est le district du Congrès américain qui englobe les comtés de Franklin, Colbert, Marion, Lamar, Fayette, Walker, Winston, Cullman, Lawrence, Marshall, Etowah et DeKalb. Il comprend également des parties des comtés de Jackson, Tuscaloosa et Cherokee, ainsi que des parties de la zone métropolitaine de Decatur et de la zone statistique combinée Huntsville-Decatur.
Il est actuellement représenté par le Républicain Robert Aderholt. Lors de l'élection présidentielle américaine de 2016, le district a été le seul du pays à donner à Donald Trump plus de 80 % des voix, ce qui en fait son district le plus fort du pays. Trump a même amélioré ses performances de 2016 en 2020, remportant 81 % des voix. Avec un indice CPVI de R+34, c'est le district le plus Républicain des États-Unis.

## Historique de vote
| Année | Poste     | Résultats          |
| ----- | --------- | ------------------ |
| 1980  | Président | Carter 53 %- 46 %  |
| 1984  | Président | Reagan 60 % - 40 % |
| 1988  | Président | Bush 57 % - 43 %   |
| 1992  | Président | Bush 47 % - 44 %   |
| 1996  | Président | Dole 48 % - 43 %   |
| 2000  | Président | Bush 61 % - 37 %   |
| 2004  | Président | Bush 71 % - 28 %   |
| 2008  | Président | McCain 76 % - 22 % |
| 2012  | Président | Romney 75 % - 24 % |
| 2016  | Président | Trump 80 % - 18 %  |
| 2017  | Sénat     | Moore 68 % - 31 %  |
| 2020  | Président | Trump 81 % - 18 %  |
| 2022  | Sénat     | Britt 84 % - 14 %  |

## Liste des Représentants du district
| Membre                        | Party            | Années                            | Congrès     | Histoire électorale |
| ----------------------------- | ---------------- | --------------------------------- | ----------- | --- |
| District créée le 4 mars 1833 |                  |                                   |             | |
| Dixon Hall Lewis (en)         | Nullifer (en)    | 4 mars 1833 - 3 mars 1837         | 23e - 26e   | Redécoupage depuis le 3e district et réélu en 1833. Réélu en 1835. Réélu en 1837. Réélu en 1839. Redécoupage vers le district at-large.                                                                                           |
| Dixon Hall Lewis (en)         | Démocrate        | 4 mars 1837 - 3 mars 1841         | 23e - 26e   | Redécoupage depuis le 3e district et réélu en 1833. Réélu en 1835. Réélu en 1837. Réélu en 1839. Redécoupage vers le district at-large.                                                                                           |
| District inactif              | District inactif | 3 mars 1841 - 3 mars 1843         | 27e         | Tous les Représentants sont élus at-large |
| William Winter Payne (en)     | Démocrate        | 4 mars 1843 - 3 mars 1847         | 28e , 29e   | Redécoupage depuis le district at-large et réélu en 1843. Réélu en 1845. perd sa réélection. |
| Samuel Williams Inge (en)     | Démocrate        | 4 mars 1847 - 3 mars 1851         | 30e , 31e   | Élu en 1847. Réélu en 1849. Retrait. |
| William Russell Smith (en)    | Unioniste        | 4 mars 1851 - 3 mars 1853         | 32e - 34e   | Élu en 1851. Réélu en 1853. Réélu en 1855. perd sa rééelection. |
| William Russell Smith (en)    | Démocrate        | 4 mars 1853 - 3 mars 1855         | 32e - 34e   | Élu en 1851. Réélu en 1853. Réélu en 1855. perd sa rééelection. |
| William Russell Smith (en)    | American         | 4 mars 1855 - 3 mars 1857         | 32e - 34e   | Élu en 1851. Réélu en 1853. Réélu en 1855. perd sa rééelection. |
| Sydenham Moore (en)           | Démocrate        | 4 mars 1857 - 21 janvier 1861     | 35e , 36e   | Élu en 1857. Réélu en 1859. Retrait dû à la Guerre de Sécession. |
| Vacant                        | Vacant           | 21 janvier 1861 - 21 juillet 1868 | 36e - 40e   | Guerre de Sécession et Reconstruction |
| Charles Wilson Pierce (en)    | Républicain      | 21 juillet 1868 - 3 mars 1869     | 40e         | Élection pour mandat partiel. Retrait. |
| Charles Hays (en)             | Républicain      | 4 mars 1869 - 3 mars 1877         | 41e - 44e   | Élu en 1868. Réélu en 1870. Réélu en 1872. Réélu en 1874. Retrait. |
| Charles M. Shelley            | Démocrate        | 4 mars 1877 - 20 juillet 1882     | 45e - 47e   | Élu en 1876. Réélu en 1878. Réélu en 1880. Siège déclaré vacant après la contestation par James Q. Smith. |
| Vacant                        | Vacant           | 20 juillet 1882 - 7 novembre 1882 | 47e         | |
| Charles M. Shelley            | Démocrate        | 7 novembre 1882 - 9 janvier 1885  | 47e , 48e   | Élu pour combler le siège vacant. Également élu pour un autre mandat en 1882. Perd la contestation de son élection. |
| George Henry Craig (en)       | Républicain      | 9 janvier 1885 - 3 mars 1885      | 48e         | À contesté avec succès la réélection de Shelley. Perd sa réélection. |
| Alexander C. Davidson (en)    | Démocrate        | 4 mars 1885 - 3 mars 1889         | 49e , 50e   | Élu en 1884. Réélu en 1886. perd sa renomination. |
| Louis Washington Turpin (en)  | Démocrate        | 4 mars 1889 - 4 juin 1890         | 51e         | Élu en 1888. Pers la contestation de son élection. |
| John Van McDuffie             | Républicain      | 4 juin 1890 - 3 mars 1891         | 51e         | À contesté avec succès l'élection de Turpin de 1888. perd sa réélection. |
| Louis Washington Turpin (en)  | Démocrate        | 4 mars 1891 - 3 mars 1896         | 52e         | Élu en 1890. McDuffie conteste sans succès l'élection. Redécoupage vers le 9e district. |
| Gaston A. Robbins (en)        | Démocrate        | 4 mars 1893 - 13 mars 1896        | 53e , 54e   | Élu en 1892. Réélu en 1894. perd la contestation de son élection. |
| William F. Aldrich (en)       | Républicain      | 13 mars 1896 - 3 mars 1897        | 54e         | À contesté avec succès l'élection de Robbins de 1894. perd sa réélection. |
| Thomas S. Plowman (en)        | Démocrate        | 4 mars 1897 - 9 février 1989      | 55e         | Élu en 1896. Perd la contestation de son élection. |
| William F. Aldrich (en)       | Républicain      | 9 février 1989 - 3 mars 1899      | 55e         | À contesté avec succès l'élection de Plowman de 1896. perd sa réélection. |
| Gaston A. Robbins (en)        | Démocrate        | 4 mars 1899 - 8 mars 1900         | 56e         | Élu en 1898. perd la contestation de son élection. |
| William F. Aldrich (en)       | Républicain      | 8 mars 1900 - 3 mars 1901         | 56e         | À contesté avec succès l'élection de Robbins de 1898. Retrait. |
| Sydney J. Bowie (en)          | Démocrate        | 4 mars 1901 - 3 mars 1907         | 57e - 59e   | Élu en 1900. Réélu en 1902. Réélu en 1904. Retrait. |
| William Benjamin Craig (en)   | Démocrate        | 4 mars 1907 - 3 mars 1911         | 60e , 61e   | Élu en 1906. Réélu en 1908. Retrait. |
| Fred L. Blackmon (en)         | Démocrate        | 4 mars 1911 - 8 février 1921      | 62e - 66e   | Élu en 1910. Réélu en 1912. Réélu en 1914. Réélu en 1916. Réélu en 1918. Réélu en 1920 mais décède avant le début de son mandat.                                                                                                  |
| Vacant                        | Vacant           | 8 février 1921 - 7 juin 1921      | 66e , 67e   | |
| Lamar Jeffers (en)            | Démocrate        | 7 juin 1921 - 3 janvier 1935      | 67e - 73e   | Élu pour terminer le mandat de Blackmon. Réélu en 1922. Réélu en 1924. Réélu en 1926. Réélu en 1928. Réélu en 1930. Réélu en 1932. perd sa renomination.                                                                          |
| Sam Hobbs (en)                | Démocrate        | 3 janvier 1935 - 3 janvier 1951   | 74e - 81e   | Élu en 1934. Réélu en 1936. Réélu en 1938. Réélu en 1940. Réélu en 1942. Réélu en 1944. Réélu en 1946. Réélu en 1948. Retrait. |
| Kenneth A. Roberts (en)       | Démocrate        | 3 janvier 1951 - 3 janvier 1963   | 82e - 87e   | Élu en 1950. Réélu en 1952. Réélu en 1954. Réélu en 1956. Réélu en 1958. Réélu en 1960. Redécoupage vers le district at-large. |
| District inactif              | District inactif | 3 janvier 1963 - 3 janvier 1965   | 88e         | Tous les Représentants sont élus at-large. |
| Glenn Andrews (en)            | Républicain      | 3 janvier 1965 - 3 janvier 1967   | 89e         | Élu en 1964. perd sa réélection. |
| Bill Nichols (en)             | Démocrate        | 3 janvier 1967 - 3 janvier 1973   | 90e - 92e   | Élu en 1966. Réélu en 1968. Réélu en 1970. Redécoupage vers le 3e district. |
| Tom Bevill (en)               | Démocrate        | 3 janvier 1973 - 3 janvier 1997   | 93e - 104e  | Redécoupage depuis le 7e district et réélu en 1972. Réélu en 1974. Réélu en 1976. Réélu en 1978. Réélu en 1980. Réélu en 1982. Réélu en 1984. Réélu en 1986. Réélu en 1988. Réélu en 1990. Réélu en 1992. Réélu en 1994. Retrait. |
| Robert Aderholt               | Républicain      | 3 janvier - Présent               | 105e - 117e | Élu en 1996. Réélu en 1998. Réélu en 2000. Réélu en 2002. Réélu en 2004. Réélu en 2006. Réélu en 2008. Réélu en 2010. Réélu en 2012. Réélu en 2014. Réélu en 2016. Réélu en 2018. Réélu en 2020.                                  |

## Résultats des récentes élections
Voici les résultats des dix précédents cycles électoraux dans le district.

### 2004
| Élection de 2004 du 4e district congressionnel de l'Alabama | Élection de 2004 du 4e district congressionnel de l'Alabama | Élection de 2004 du 4e district congressionnel de l'Alabama | Élection de 2004 du 4e district congressionnel de l'Alabama | Élection de 2004 du 4e district congressionnel de l'Alabama |
| ----------------------------------------------------------- | ----------------------------------------------------------- | ----------------------------------------------------------- | ----------------------------------------------------------- | ----------------------------------------------------------- |
| Parti                                                       | Parti                                                       | Candidat                                                    | Votes                                                       | %                                                           |
|                                                             | Républicain                                                 | Robert Aderholt (sortant)                                   | 191 110                                                     | 74,73 %                                                     |
|                                                             | Démocrate                                                   | Carl Cole                                                   | 64 278                                                      | 25,14 %                                                     |
|                                                             | Write-in                                                    | Write-in                                                    | 336                                                         | 0,13 %                                                      |
| Total des votes                                             | Total des votes                                             | Total des votes                                             | 255 724                                                     | 100 %                                                       |
|                                                             | Les Républicains conservent                                 |                                                             |                                                             |                                                             |

### 2006
| Élection de 2006 du 4e district congressionnel de l'Alabama | Élection de 2006 du 4e district congressionnel de l'Alabama | Élection de 2006 du 4e district congressionnel de l'Alabama | Élection de 2006 du 4e district congressionnel de l'Alabama | Élection de 2006 du 4e district congressionnel de l'Alabama |
| ----------------------------------------------------------- | ----------------------------------------------------------- | ----------------------------------------------------------- | ----------------------------------------------------------- | ----------------------------------------------------------- |
| Parti                                                       | Parti                                                       | Candidat                                                    | Votes                                                       | %                                                           |
|                                                             | Républicain                                                 | Robert Aderholt (sortant)                                   | 128 484                                                     | 70,18 %                                                     |
|                                                             | Démocrate                                                   | Barbara Bobo                                                | 54 382                                                      | 29,71 %                                                     |
|                                                             | Write-in                                                    | Write-in                                                    | 206                                                         | 0,11 %                                                      |
| Total des votes                                             | Total des votes                                             | Total des votes                                             | 183 072                                                     | 100 %                                                       |
|                                                             | Les Républicains conservent                                 |                                                             |                                                             |                                                             |

### 2008
| Élection de 2008 du 4e district congressionnel de l'Alabama | Élection de 2008 du 4e district congressionnel de l'Alabama | Élection de 2008 du 4e district congressionnel de l'Alabama | Élection de 2008 du 4e district congressionnel de l'Alabama | Élection de 2008 du 4e district congressionnel de l'Alabama |
| ----------------------------------------------------------- | ----------------------------------------------------------- | ----------------------------------------------------------- | ----------------------------------------------------------- | ----------------------------------------------------------- |
| Parti                                                       | Parti                                                       | Candidat                                                    | Votes                                                       | %                                                           |
|                                                             | Républicain                                                 | Robert Aderholt (sortant)                                   | 196 741                                                     | 74,76 %                                                     |
|                                                             | Démocrate                                                   | Nicholas B. Sparks                                          | 66 077                                                      | 25,11 %                                                     |
|                                                             | Write-in                                                    | Write-in                                                    | 349                                                         | 0,13 %                                                      |
| Total des votes                                             | Total des votes                                             | Total des votes                                             | 263 167                                                     | 100 %                                                       |
|                                                             | Les Républicains conservent                                 |                                                             |                                                             |                                                             |

### 2010
| Élection de 2010 du 4e district congressionnel de l'Alabama | Élection de 2010 du 4e district congressionnel de l'Alabama | Élection de 2010 du 4e district congressionnel de l'Alabama | Élection de 2010 du 4e district congressionnel de l'Alabama | Élection de 2010 du 4e district congressionnel de l'Alabama |
| ----------------------------------------------------------- | ----------------------------------------------------------- | ----------------------------------------------------------- | ----------------------------------------------------------- | ----------------------------------------------------------- |
| Parti                                                       | Parti                                                       | Candidat                                                    | Votes                                                       | %                                                           |
|                                                             | Républicain                                                 | Robert Aderholt (sortant)                                   | 167 714                                                     | 98,82 %                                                     |
|                                                             | Write-in                                                    | Write-in                                                    | 2 007                                                       | 1,18 %                                                      |
| Total des votes                                             | Total des votes                                             | Total des votes                                             | 169 721                                                     | 100 %                                                       |
|                                                             | Les Républicains conservent                                 |                                                             |                                                             |                                                             |

### 2012
| Élection de 2012 du 4e district congressionnel de l'Alabama | Élection de 2012 du 4e district congressionnel de l'Alabama | Élection de 2012 du 4e district congressionnel de l'Alabama | Élection de 2012 du 4e district congressionnel de l'Alabama | Élection de 2012 du 4e district congressionnel de l'Alabama |
| ----------------------------------------------------------- | ----------------------------------------------------------- | ----------------------------------------------------------- | ----------------------------------------------------------- | ----------------------------------------------------------- |
| Parti                                                       | Parti                                                       | Candidat                                                    | Votes                                                       | %                                                           |
|                                                             | Républicain                                                 | Robert Aderholt (sortant)                                   | 199 071                                                     | 73,97                                                       |
|                                                             | Démocrate                                                   | Daniel Boman (en)                                           | 69 706                                                      | 25,90 %                                                     |
|                                                             | Write-in                                                    | Write-in                                                    | 341                                                         | 0,13 %                                                      |
| Total des votes                                             | Total des votes                                             | Total des votes                                             | 269 118                                                     | 100 %                                                       |
|                                                             | Les Républicains conservent                                 |                                                             |                                                             |                                                             |

### 2014
| Élection de 2014 du 4e district congressionnel de l'Alabama | Élection de 2014 du 4e district congressionnel de l'Alabama | Élection de 2014 du 4e district congressionnel de l'Alabama | Élection de 2014 du 4e district congressionnel de l'Alabama | Élection de 2014 du 4e district congressionnel de l'Alabama |
| ----------------------------------------------------------- | ----------------------------------------------------------- | ----------------------------------------------------------- | ----------------------------------------------------------- | ----------------------------------------------------------- |
| Parti                                                       | Parti                                                       | Candidat                                                    | Votes                                                       | %                                                           |
|                                                             | Républicain                                                 | Robert Aderholt (sortant)                                   | 132 831                                                     | 98,57 %                                                     |
|                                                             | Write-in                                                    | Write-in                                                    | 1 921                                                       | 1,43 %                                                      |
| Total des votes                                             | Total des votes                                             | Total des votes                                             | 134 752                                                     | 100 %                                                       |
|                                                             | Les Républicains conservent                                 |                                                             |                                                             |                                                             |

### 2016
| Élection de 2016 du 4e district congressionnel de l'Alabama | Élection de 2016 du 4e district congressionnel de l'Alabama | Élection de 2016 du 4e district congressionnel de l'Alabama | Élection de 2016 du 4e district congressionnel de l'Alabama | Élection de 2016 du 4e district congressionnel de l'Alabama |
| ----------------------------------------------------------- | ----------------------------------------------------------- | ----------------------------------------------------------- | ----------------------------------------------------------- | ----------------------------------------------------------- |
| Parti                                                       | Parti                                                       | Candidat                                                    | Votes                                                       | %                                                           |
|                                                             | Républicain                                                 | Robert Aderholt (sortant)                                   | 235 925                                                     | 98,53 %                                                     |
|                                                             | Write-in                                                    | Write-in                                                    | 3 519                                                       | 1,47 %                                                      |
| Total des votes                                             | Total des votes                                             | Total des votes                                             | 239 444                                                     | 100 %                                                       |
|                                                             | Les Républicains conservent                                 |                                                             |                                                             |                                                             |

### 2018
| Élection de 2018 du 4e district congressionnel de l'Alabama | Élection de 2018 du 4e district congressionnel de l'Alabama | Élection de 2018 du 4e district congressionnel de l'Alabama | Élection de 2018 du 4e district congressionnel de l'Alabama | Élection de 2018 du 4e district congressionnel de l'Alabama |
| ----------------------------------------------------------- | ----------------------------------------------------------- | ----------------------------------------------------------- | ----------------------------------------------------------- | ----------------------------------------------------------- |
| Parti                                                       | Parti                                                       | Candidat                                                    | Votes                                                       | %                                                           |
|                                                             | Républicain                                                 | Robert Aderholt (sortant)                                   | 184 255                                                     | 79,78 %                                                     |
|                                                             | Démocrate                                                   | Lee Auman                                                   | 46 492                                                      | 20,13 %                                                     |
|                                                             | Write-in                                                    | Write-in                                                    | 222                                                         | 0,10 %                                                      |
| Total des votes                                             | Total des votes                                             | Total des votes                                             | 230 969                                                     | 100 %                                                       |
|                                                             | Les Républicains conservent                                 |                                                             |                                                             |                                                             |

### 2020
| Élection de 2020 du 4e district congressionnel de l'Alabama | Élection de 2020 du 4e district congressionnel de l'Alabama | Élection de 2020 du 4e district congressionnel de l'Alabama | Élection de 2020 du 4e district congressionnel de l'Alabama | Élection de 2020 du 4e district congressionnel de l'Alabama |
| ----------------------------------------------------------- | ----------------------------------------------------------- | ----------------------------------------------------------- | ----------------------------------------------------------- | ----------------------------------------------------------- |
| Parti                                                       | Parti                                                       | Candidat                                                    | Votes                                                       | %                                                           |
|                                                             | Républicain                                                 | Robert Aderholt (sortant)                                   | 261 553                                                     | 82,24 %                                                     |
|                                                             | Démocrate                                                   | Rock Neighbors                                              | 56 237                                                      | 17,68 %                                                     |
|                                                             | Write-in                                                    | Write-in                                                    | 239                                                         | 0,08 %                                                      |
| Total des votes                                             | Total des votes                                             | Total des votes                                             | 318 029                                                     | 100 %                                                       |
|                                                             | Les Républicains conservent                                 |                                                             |                                                             |                                                             |

### 2022
La Primaire Républicaine a été annulée. Robert Aderholt, le Représentant sortant avance vers l'Élection Générale,,.
| Primaire Démocrate 2022 du 4e District Congressionnel de l'Alabama | Primaire Démocrate 2022 du 4e District Congressionnel de l'Alabama | Primaire Démocrate 2022 du 4e District Congressionnel de l'Alabama | Primaire Démocrate 2022 du 4e District Congressionnel de l'Alabama | Primaire Démocrate 2022 du 4e District Congressionnel de l'Alabama |
| ------------------------------------------------------------------ | ------------------------------------------------------------------ | ------------------------------------------------------------------ | ------------------------------------------------------------------ | ------------------------------------------------------------------ |
| Parti                                                              | Parti                                                              | Candidat                                                           | Votes                                                              | %                                                                  |
|                                                                    | Démocrate                                                          | Rick Neighbors                                                     | 4 500                                                              | 54,1 %                                                             |
|                                                                    | Démocrate                                                          | Rhonda Gore                                                        | 3 823                                                              | 45,9 %                                                             |

| Élection de 2022 du 4e district congressionnel de l'Alabama | Élection de 2022 du 4e district congressionnel de l'Alabama | Élection de 2022 du 4e district congressionnel de l'Alabama | Élection de 2022 du 4e district congressionnel de l'Alabama | Élection de 2022 du 4e district congressionnel de l'Alabama |
| ----------------------------------------------------------- | ----------------------------------------------------------- | ----------------------------------------------------------- | ----------------------------------------------------------- | ----------------------------------------------------------- |
| Parti                                                       | Parti                                                       | Candidat                                                    | Votes                                                       | %                                                           |
|                                                             | Républicain                                                 | Robert Aderholt (sortant)                                   | 164 655                                                     | 84,1                                                        |
|                                                             | Démocrate                                                   | Rick Neighbors                                              | 26 694                                                      | 13,6                                                        |
|                                                             | Libertarien                                                 | Johnny C. Cochran                                           | 4 303                                                       | 2,2                                                         |
|                                                             | Write-in                                                    | Write-in                                                    | 81                                                          | 0,0                                                         |
| Total des votes                                             | Total des votes                                             | Total des votes                                             | 195 733                                                     | 100 %                                                       |
|                                                             | Les Républicains conservent                                 |                                                             |                                                             |                                                             |

## Frontières historique du district

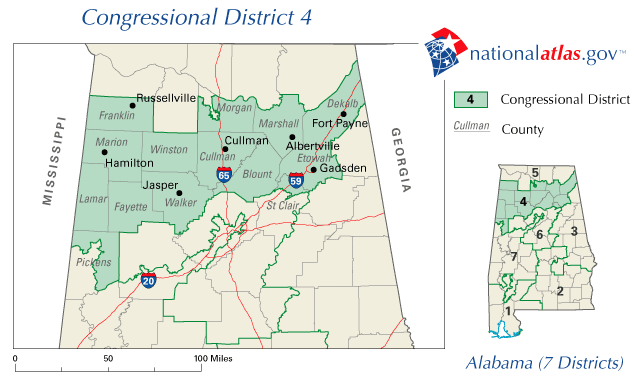
2003 - 2013

### 2024
| Primaire Républicaine de 2024 du 4e district congressionnel de l'Alabama | Primaire Républicaine de 2024 du 4e district congressionnel de l'Alabama | Primaire Républicaine de 2024 du 4e district congressionnel de l'Alabama | Primaire Républicaine de 2024 du 4e district congressionnel de l'Alabama | Primaire Républicaine de 2024 du 4e district congressionnel de l'Alabama |
| ------------------------------------------------------------------------ | ------------------------------------------------------------------------ | ------------------------------------------------------------------------ | ------------------------------------------------------------------------ | ------------------------------------------------------------------------ |
| Parti                                                                    | Parti                                                                    | Candidat                                                                 | Votes                                                                    | %                                                                        |
|                                                                          | Républicain                                                              | Robert Aderholt (sortant)                                                | 79 083                                                                   | 79,8                                                                     |
|                                                                          | Républicain                                                              | Justin Holcomb                                                           | 20 025                                                                   | 20,2                                                                     |

| Élection de 2024 du 4e district congressionnel de l'Alabama | Élection de 2024 du 4e district congressionnel de l'Alabama | Élection de 2024 du 4e district congressionnel de l'Alabama | Élection de 2024 du 4e district congressionnel de l'Alabama | Élection de 2024 du 4e district congressionnel de l'Alabama |
| ----------------------------------------------------------- | ----------------------------------------------------------- | ----------------------------------------------------------- | ----------------------------------------------------------- | ----------------------------------------------------------- |
| Parti                                                       | Parti                                                       | Candidat                                                    | Votes                                                       | %                                                           |
|                                                             | Républicain                                                 | Robert Aderholt (sortant)                                   | 274 498                                                     | 98,8                                                        |
|                                                             | Write-In                                                    | Write-In                                                    | 3374                                                        | 1,2                                                         |
| Total des votes                                             | Total des votes                                             | Total des votes                                             | 277 872                                                     | 100 %                                                       |
|                                                             | Les Républicains conservent                                 |                                                             |                                                             |                                                             |